# Kommunistische Partei Arzachs
Die Kommunistische Partei Arzachs (armenisch Արցախի կոմունիստական կուսակցություն Arzachi Komunistakan Kusakzutjun, englisch Communist Party of Artsakh) ist eine politische Partei in der Republik Arzach. Sie wird von Hrant Melkumjan geführt, der auf dem Sechsten Nationalkongress im Mai 2012 wiedergewählt wurde.
Die Partei, die in Opposition zur Regierung steht, konnte bei den Parlamentswahlen keine Sitze in der Nationalversammlung erringen. 2010 stieg ihr Wähleranteil von 4 % (2432 Stimmen) im Jahre 2005 auf 4,6 % (3057). Bei den Wahlen 2015 und 2020 erreichte sie nur 1,7 % und 0,7 %.